# بريندا سترونغ
بريندا سترونغ (بالإنجليزية: Brenda Strong) ( مواليد 25 مارس 1960) ممثلة أمريكية، حاصلة على جائزة نقابة ممثلي الشاشة مرتين عامى 2004 و2005 لأفضل مجموعة في مسلسل كوميدي عن دورهم في مسلسل ربات بيوت يائسات.

## الأعمال
- التنين الأحمر
- مذكرات الشاب إنديانا جونز
- إي آر
- ثالث كوكب بعد الشمس
- ساينفيلد
- آلي مكبيل
- سي اس آي: التحقيق في موقع الجريمة
- بنات غيلمور
- محكمة

## وصلات خارجية
- بريندا سترونغ على موقع IMDb (الإنجليزية)
- بريندا سترونغ على موقع ألو سيني (الفرنسية)
- بريندا سترونغ على موقع ميوزك برينز (الإنجليزية)
- بريندا سترونغ على موقع أول موفي (الإنجليزية)
- بريندا سترونغ على موقع قاعدة بيانات الأفلام السويدية (السويدية)
- بريندا سترونغ على موقع إن إن دي بي (الإنجليزية)
- بريندا سترونغ على موقع ديسكوغز (الإنجليزية)
- بريندا سترونغ على موقع قاعدة بيانات الفيلم (الإنجليزية)
- بريندا سترونغ على موقع كينوبويسك (الروسية)